# You Can Get It
You Can Get It ist ein Lied des deutschen Sängers Mark Medlock, das im Juni 2007 erschien. Im gleichen Monat erschien eine Duettversion mit Dieter Bohlen, die als Single zum Nummer-eins-Hit avancierte.

## Entstehung und Veröffentlichung
Getextet, komponiert und produziert wurde das Lied alleine von Gastsänger Dieter Bohlen.
Die Erstveröffentlichung von You Can Get It erfolgte in der Soloversion als Teil von Medlocks Debütalbum Mr. Lonely am 15. Juni 2007 bei Columbia Records (Katalognummer: 88697 073772). Zwei Wochen später erschien erstmals die Duettversion von Medlock und Bohlen. Diese erschien als 2-Track-CD-Single, mit der von Medlock alleine gesungenen B-Seite Love Is a Game (Katalognummer: 88697 125842) sowie als CD-Maxi-Single, die um zwei Remixe, das Musikvideo und dem weiteren Medlock-Titel Why This Kiss, erweitert wurde (Katalognummer: 88697 125852). Am 27. Juli 2007 erschien die Duettversion als Teil der sogenannten „Re-Edition“ von Mr. Lonely (Katalognummer: 88697 144322).
Um das Lied zu bewerben, erfolgte unter anderem ein gemeinsamer Liveauftritt bei Wetten, dass..? am 23. Juni 2007.

## Musikvideo
Das Musikvideo der Duettversion entstand auf Mallorca im Sommer 2007, unter der Regie von Nikolaj Georgiew. Im Oktober 2009 wurde es erneut auf YouTube veröffentlicht, wo es bis Dezember 2024 über 4,5 Millionen Aufrufe zählt.

## Kommerzieller Erfolg

### Chartplatzierungen
You Can Get It avancierte als Duettversion zum Nummer-eins-Hit in Deutschland. Für Medlock nach Now or Never (Mai 2007) zum zweiten in Folge innerhalb von eineinhalb Monaten. In Österreich und der Schweiz erreichte die Single je den dritten Rang und wurde nach Now or Never je zum zweiten Top-10-Erfolg Medlocks.
| ChartsChartplatzierungen | Höchstplatzierung | Wochen |
| ------------------------ | ----------------- | ------ |
| Deutschland (GfK)        | 1 (27 Wo.)        | 27     |
| Österreich (Ö3)          | 3 (20 Wo.)        | 20     |
| Schweiz (IFPI)           | 3 (15 Wo.)        | 15     |

| ChartsJahrescharts (2007) | Platzierung |
| ------------------------- | ----------- |
| Deutschland (GfK)         | 8           |
| Österreich (Ö3)           | 31          |
| Schweiz (IFPI)            | 59          |

### Auszeichnungen für Musikverkäufe
| Land/Region        | Auszeichnungen für Musikverkäufe (Land/Region, Auszeichnung, Verkäufe) | Verkäufe |
| ------------------ | ---------------------------------------------------------------------- | -------- |
| Deutschland (BVMI) | Platin                                                                 | 300.000  |
| Insgesamt          | 1× Platin ·                                                            | 300.000  |